# フリーボード (Apple)
フリーボード (英: Freeform) は、AppleがmacOS、iOS、iPadOS端末向けに開発した仮想ホワイトボードアプリケーションである。2022年にWorldwide Developers Conferenceで最初に公開され、iOS 16.2、iPadOS 16.2、macOS 13.1と共に、2022年12月13日に正式にリリースされた。
ユーザーは「ボード」と呼ぶ無限にスケーリングするキャンバスを作成し、テキストノート、写真、ドキュメント、およびウェブリンクを含む、さまざまなインプットを表示できる。
また、iOSおよびiPadOSで利用できるさまざまなペンおよびブラシツールがあり、ユーザーはApple Pencilと互換性のあるNotesアプリで利用できるツールと同様に、ボードにスケッチや手書きを追加できる。
このアプリは、FaceTimeとiCloudの同期をサポートしており、ブレインストーミングを促し、ユーザー間でリアルタイムなコラボレーションが可能となるように設計されている。